# México nos Jogos Pan-Americanos de 2011
O México participou dos Jogos Pan-Americanos de 2011 em Guadalajara, no México.

## Medalhas
| Atleta                                                             | Esporte              | Prova                           | Medalha |
| ------------------------------------------------------------------ | -------------------- | ------------------------------- | ------- |
| Alejandra Valencia                                                 | Tiro com arco        | Individual feminino             | Ouro    |
| Aida Roman Alejandra Valencia Mariana Avitia                       | Tiro com arco        | Equipes feminino                | Ouro    |
| Alan Armenta Gerardo Sanchez                                       | Remo                 | Skiff duplo peso leve masculino | Ouro    |
| Lila Perez Rul Analicia Ramirez                                    | Remo                 | Skiff duplo peso leve feminino  | Ouro    |
| Laura Lorenza Morfin                                               | Ciclismo             | Cross-country feminino          | Prata   |
| Damián Alejandro Villa                                             | Taekwondo            | Abaixo de 58 kg                 | Prata   |
| Cynthia Yazmin Valdez                                              | Ginástica rítmica    | Individual Geral                | Prata   |
| Patrick Loliger                                                    | Remo                 | Skiff simples masculino         | Prata   |
| Sandra Gongora Miriam Zetter                                       | Boliche              | Duplas femininas                | Prata   |
| Pedro Vivas Juan Serrano Luiz Velez                                | Tiro com arco        | Equipes masculino               | Prata   |
| Guillermo Torres                                                   | Lutas                | Livre até 60 kg masculino       | Prata   |
| Cyinthia Dominguez                                                 | Levantamento de peso | Até 69 kg feminino              | Prata   |
| Tamara Vega                                                        | Pentatlo moderno     | Individual                      | Bronze  |
| Janet Alegría                                                      | Taekwondo            | Abaixo de 49kg                  | Bronze  |
| Aida Roman                                                         | Tiro com arco        | Individual feminino             | Bronze  |
| Horacio Rangel Edgar Valenzuela Patrick Loliger Santiago Santaella | Remo                 | Skiff quádruplo masculino       | Bronze  |
| Jose Montes                                                        | Levantamento de peso | Até 56 kg masculino             | Bronze  |
| Francia Peñuñuri                                                   | Levantamento de peso | Até 53 kg feminino              | Bronze  |
| Luz Acosta                                                         | Levantamento de peso | Até 63 kg feminino              | Bronze  |
| Aremi Fuentes                                                      | Levantamento de peso | Até 69 kg feminino              | Bronze  |
| Tania Mascorro                                                     | Levantamento de peso | Até 75 kg feminino              | Bronze  |

## Desempenho

### Atletismo
Masculino
| Atleta          | Prova            | Elim. | Elim.        | Semifinal   | Semifinal   | Final       | Final       |
| Atleta          | Prova            | Tempo | Pos.         | Tempo       | Pos.        | Tempo       | Pos.        |
| --------------- | ---------------- | ----- | ------------ | ----------- | ----------- | ----------- | ----------- |
| Juan Jose Reyes | 100 metros rasos | DSQ   | DSQ          | Não avançou | Não avançou | Não avançou | Não avançou |
| Jorge Alonso    | 100 metros rasos | 10.78 | 29º/6º bat 2 | Não avançou | Não avançou | Não avançou | Não avançou |

Feminino
| Atleta         | Prova                 | Elim. | Elim. | Semifinal | Semifinal | Final   | Final |
| Atleta         | Prova                 | Tempo | Pos.  | Tempo     | Pos.      | Tempo   | Pos.  |
| -------------- | --------------------- | ----- | ----- | --------- | --------- | ------- | ----- |
| Monica Equihua | 20 km marcha atlética |       |       |           |           | 1:34:50 | 4º    |
| Rosalia Ortiz  | 20 km marcha atlética |       |       |           |           | 1:36:10 | 5º    |

### Badminton
| Atleta       | Evento               | 1ª fase                           | 2ª fase                                   | Oitavas de final                 | Quartas de final                 | Semifinais             | Final                  | Pos.        |
| Atleta       | Evento               | Adversário e resultado            | Adversário e resultado                    | Adversário e resultado           | Adversário e resultado           | Adversário e resultado | Adversário e resultado | Pos.        |
| ------------ | -------------------- | --------------------------------- | ----------------------------------------- | -------------------------------- | -------------------------------- | ---------------------- | ---------------------- | ----------- |
| Job Castillo | Individual masculino |                                   | PER Mario Cuba D 18-21, 20-22             | Não avançou                      | Não avançou                      | Não avançou            | Não avançou            | Não avançou |
| Lino Munoz   | Individual masculino |                                   | PER Martin Del Valle V 21-10, 21-3        | CUB Toledo Ronald V 21-12, 21-17 | BRA Daniel Paiola D 12-21, 16-21 | Não avançou            | Não avançou            | Não avançou |
| Lopez Andres | Individual masculino |                                   | PER Rodrigo Pacheco D 18-21, 20-22        | Não avançou                      | Não avançou                      | Não avançou            | Não avançou            | Não avançou |
| Naty Rangel  | Individual feminino  | VEN Everlyn Quintero V 21-4, 21-3 | CUB Maria Hernández D 20-22, 21-12, 24-22 | Não avançou                      | Não avançou                      | Não avançou            | Não avançou            | Não avançou |

### Boliche
Duplas
| Atletas                       | Evento    | 1ª série | 1ª série | Final | Final |
| Atletas                       | Evento    | Res.     | Pos.     | Res.  | Pos.  |
| ----------------------------- | --------- | -------- | -------- | ----- | ----- |
| Ernesto Franco Alejandro Cruz | Masculino | 2.334    | 8º       | 4.778 | 6º    |
| Sandra Gongora Miriam Zetter  | Feminino  | 2.303    | 6º       | 4.929 |       |

### Ciclismo

#### Moutain Bike
| Atleta               | Evento    | Tempo   | Pos. |
| -------------------- | --------- | ------- | ---- |
| Ignacio Torres       | Masculino | 1:37:50 | 7°   |
| José Escarcega       | Masculino | DNF     | DNF  |
| Daniela Campuzano    | Feminino  | 1:43.39 | 9º   |
| Laura Lorenza Morfin | Feminino  | 1:35.54 |      |

#### Estrada
| Atleta         | Evento                             | Final    | Final   |
| Atleta         | Evento                             | Tempo    | Posição |
| -------------- | ---------------------------------- | -------- | ------- |
| Ana Casas      | Corrida em estrada feminino        | 2:18:23  | 4º      |
| Claudia Leal   | Corrida em estrada feminino        | 2:18:23  | 10º     |
| Mayra Rocha    | Corrida em estrada feminino        | 2:18:23  | 21º     |
| Carlos Lopez   | Estrada contra o relógio masculino | 51:13.60 | 6º      |
| Bernardo Colex | Estrada contra o relógio masculino | 52:11.53 | 11º     |
| Veronica Leal  | Estrada contra o relógio feminino  | 28:34.29 | 6º      |

### Levantamento de peso
Masculino
| Atleta          | Categoria      | Resultado (kg) | Resultado (kg) | Resultado (kg) | Posição |
| Atleta          | Categoria      | Arranque       | Arremesso      | Total          | Posição |
| --------------- | -------------- | -------------- | -------------- | -------------- | ------- |
| Jose Montes     | Até 56 kg      | 112            | 150            | 262 kg         |         |
| Roger Can       | Até 56 kg      | 100            | 128            | 228 kg         | 7º      |
| Miguel Cantun   | Até 62 kg      | 110            | 140            | 260 kg         | 8º      |
| Ivis Araujo     | Até 62 kg      | 113            | DNF            | DNF            | DNF     |
| Emmanuel Suarez | Até 94 kg      | 136            | 185            | 321 kg         | 7º      |
| Luis Osuna      | Até 105 kg     | 160            | 185            | 345 kg         | 5º      |
| Hector Rizo     | Mais de 105 kg | 150            | 180            | 330 kg         | 9º      |

Feminino
| Atleta            | Categoria     | Resultado (kg) | Resultado (kg) | Resultado (kg) | Posição |
| Atleta            | Categoria     | Arranque       | Arremesso      | Total          | Posição |
| ----------------- | ------------- | -------------- | -------------- | -------------- | ------- |
| Francia Peñuñuri  | Até 53 kg     | 83             | 105            | 188 kg         |         |
| Monica Dominguez  | Até 58 kg     | 93             | 113            | 206 kg         | 4º      |
| Luz Acosta        | Até 63 kg     | 105            | 125            | 230 kg         |         |
| Aremi Fuentes     | Até 69 kg     | 101            | 120            | 221 kg         |         |
| Cinthya Domínguez | Até 69 kg     | 103            | 123            | 226 kg         |         |
| Tania Mascorro    | Mais de 75 kg | 109            | 135            | 244 kg         |         |

### Lutas
| Atleta           | Evento              | Oitavas de final          | Quartas de final             | Semifinais                  | Repescagem ronda 1     | Repescagem ronda 2         | Final                         | Pos.        |
| Atleta           | Evento              | Adversário e resultado    | Adversário e resultado       | Adversário e resultado      | Adversário e resultado | Adversário e resultado     | Adversário e resultado        | Pos.        |
| ---------------- | ------------------- | ------------------------- | ---------------------------- | --------------------------- | ---------------------- | -------------------------- | ----------------------------- | ----------- |
| Guillermo Torres | Até 60 kg masculino | Bye                       | ESA Luis Portillo V 3-0, 5-3 | ARG Fernando Iglesias V 4-0 |                        |                            | PUR Franklin Gomez D 0-3, 0-6 |             |
| Ghandi Marquez   | Até 66 kg masculino | PUR Pedro Soto D 0-1, 0-1 | Não avançou                  | Não avançou                 | Bye                    | ECU Yoan Blanco D 0-3, 1-2 | Não avançou                   | Não avançou |

### Remo
| Atleta | Prova                            | Elim.   | Elim.     | Repescagem | Repescagem | Final   | Final         |
| Atleta | Prova                            | Tempo   | Pos.      | Tempo      | Pos.       | Tempo   | Pos.          |
| --- | -------------------------------- | ------- | --------- | ---------- | ---------- | ------- | ------------- |
| Patrick Loliger | Skiff simples masculino          | 7:07.60 | 1º/bat. 2 | BYE        | BYE        | 7:05.28 |               |
| Horacio Rangel Arturo Bastida                                                                                              | Skiff duplo masculino            | 7:12.38 | 5º/bat. 1 |            |            | 6:49.43 | 6°            |
| Gerardo Sánchez Alan Armenta                                                                                               | Skiff duplo peso leve masculino  | 6:34.20 | 1º/bat. 1 | BYE        | BYE        | 6:24.52 |               |
| Horacio Rangel Edgar Valenzuela Patrick Loliger Santiago Santaella                                                         | Skiff quádruplo masculino        | 6:24.95 | 3º/bat. 1 |            |            | 5:59.58 |               |
| Omar Tejada Leopoldo Tejada                                                                                                | Dois sem masculino               | 6:47.36 | 2º/bat. 1 | BYE        | BYE        | 6:55.63 | 4°            |
| Jamie Cuevas Omar Tejada Leopoldo Tejada Juan Cabrera                                                                      | Quatro sem masculino             | 6:09.90 | 2º/bat. 2 | 6:19.69    | 1º/rep. 1  | 6:06.59 | 4°            |
| Jose Arriaga Juan Jimenez Saul Garcia Omar Lopez                                                                           | Quatro sem peso leve masculino   | 6:06.67 | 2º/bat. 1 | BYE        | BYE        | 6:09.96 | 4°            |
| Jamie Cuevas Leopoldo Tejada Juan Cabrera Alan Armenta Gerardo Sanchez Alan Curiel Eric Loza Edgar Valenzuela Juan Nicolas | Oito com masculino               | 6:16.40 | 3º/bat. 1 |            |            | 5:42.24 | 4°            |
| Fabiola Nuñez | Skiff simples feminino           | 8:21.38 | 5º/bat. 1 | 8:18.57    | 3º/rep. 1  | 8:22.44 | 7°/1º Final B |
| Lila Perez Rul | Skiff simples peso leve feminino | 8:38.52 | 2º/bat. 1 | 8:12.73    | º/rep. 1   | 8:20.34 | 7°/1º Final B |
| Gabriela Huerta Fabiola Nuñez                                                                                              | Skiff duplo feminino             | 7:33.24 | 3º/bat. 2 | 7:32.02    | 3º/rep. 1  | 7:20.48 | 4°            |
| Lila Perez Rul Analicia Ramirez                                                                                            | Skiff duplo peso leve feminino   | 7:27.92 | 1º/bat. 1 |            |            | 7:16.04 |               |
| Montserrat Garcia Debora Oakley Gabriela Huerta Edith Rodriguez                                                            | Skiff quádruplo feminino         | 6:57.90 | 1º/bat. 1 |            |            | 6:42.26 | 5º            |
| Montserrat Garcia Kinich Medina                                                                                            | Dois sem feminino                | 8:16.03 | 5º/bat. 1 |            |            | 7:47.95 | 4°            |

### Tiro com arco
| Atleta                                       | Evento               | Qualificatória | Qualificatória | Fase de 32                    | Oitavas de final             | Quartas de final             | Semifinais              | Final                                        | Pos.        |
| Atleta                                       | Evento               | Pts.           | Pos.           | Adversário e resultado        | Adversário e resultado       | Adversário e resultado       | Adversário e resultado  | Adversário e resultado                       | Pos.        |
| -------------------------------------------- | -------------------- | -------------- | -------------- | ----------------------------- | ---------------------------- | ---------------------------- | ----------------------- | -------------------------------------------- | ----------- |
| Juan Serrano                                 | Individual masculino | 1325           | 4º             | ECU Martin Lazo V 6-0         | BRA Luiz Trainini V 6-2      | BRA Xavier Rezende V 6-4     | USA Brady Ellison D 2-6 | Disputa pelo bronze: COL Daniel Pineda D 1-7 | 4º          |
| Pedro Vivas                                  | Individual masculino | 1314           | 8º             | CHI Christian Medina V 6-4    | VEN Elias Malave D 2-6       | Não avançou                  | Não avançou             | Não avançou                                  | Não avançou |
| Luiz Velez                                   | Individual masculino | 1300           | 11º            | VEN Manuel Diaz V 7-1         | CUB Juan Stevens D 2-6       | Não avançou                  | Não avançou             | Não avançou                                  | Não avançou |
| Pedro Vivas Juan Serrano Luiz Velez          | Equipes masculinas   | 3939           | 2º             |                               | BYE                          | VEN Venezuela V 212-208      | CAN Canadá V 220-218    | USA Estados Unidos D 210-220                 |             |
| Alejandra Valencia                           | Individual feminino  | 1363 PR        | 1º             | PUR Ambar Reyes V 6-0         | CUB Larissa Pagan V 7-1      | CHI Denise Van Lamoen V 6-5  | VEN Leidys Brito V 6-2  | USA Miranda Leek V 6-2                       |             |
| Aida Roman                                   | Individual feminino  | 1357           | 3º             | COL Valentina Contreras V 6-2 | BRA Sarah Niktin V 6-2       | CAN Marie-Pier Beaudet V 6-0 | USA Miranda Leek D 2-6  | Disputa pelo bronze: VEN Leidys Brito V 2-1  |             |
| Mariana Avitia                               | Individual feminino  | 1268           | 11º            | ECU Stefania Mora V 6-2       | CAN Marie-Pier Beaudet D 3-7 | Não avançou                  | Não avançou             | Não avançou                                  | Não avançou |
| Aida Roman Alejandra Valencia Mariana Avitia | Equipes femininas    | 3988 PR        | 1º             |                               | Bye                          | COL Colômbia 215PR-204       | CUB Cuba 215-197        | USA Estados Unidos 215-204                   |             |

### Voleibol
Masculino
| Equipe | Equipe | Fase de grupos                       | Fase de grupos | Quartas                | Semifinal              | Final                  | Pos. |
| Equipe | Equipe | Adversário e resultado               | Pos.           | Adversário e resultado | Adversário e resultado | Adversário e resultado | Pos. |
| ------ | ------ | ------------------------------------ | -------------- | ---------------------- | ---------------------- | ---------------------- | ---- |
|        |        | VEN Venezuela ARG Argentina CUB Cuba |                |                        |                        |                        |      |

Legenda
| Recorde mundial                  | Recorde mundial (World record)               |                       | Recorde africano                      | Recorde africano (African) |                                           | Q | Classificado por posição (Qualified) |
| Recorde dos Jogos Pan-Americanos | Recorde pan-americano (Pan-American record)  | Recorde da América    | Recorde da América (Americas)         | q                          | Classificado por melhor tempo (Qualified) |   |                                      |
| Melhor marca do ano              | Melhor marca do ano (World leading)          | Recorde asiático      | Recorde asiático (Asian)              | DNS                        | Não largou (Did not start)                |   |                                      |
| Recorde nacional                 | Recorde nacional (National record)           | Recorde europeu       | Recorde europeu (European)            | DNF                        | Não terminou (Did not finish)             |   |                                      |
| Recorde pessoal                  | Recorde pessoal do atleta (Personal best)    | Recorde da Oceania    | Recorde da Oceania (Oceania)          | DSQ / DQ                   | Desclassificado (Disqualified)            |   |                                      |
| Recorde da temporada             | Recorde da temporada do atleta (Season best) | Recorde sul-americano | Recorde sul-americano (South America) | NM                         | Sem marca (No mark)                       |   |                                      |